# Porta (informatica)
Una porta, in informatica, è un punto fisico (hardware) sul quale terminano le connessioni di un'interfaccia cioè il canale fisico attraverso il quale i dati vengono trasferiti tra un dispositivo di input e il processore o tra processore e dispositivo di output.
La porta nella tecnologia delle reti è invece un concetto diverso, non fisico ma logico attinente ai processi comunicativi di tipo informatico.

## Storia
Nel corso della storia dell'informatica sono state prodotte diverse interfacce per la trasmissione di dati audio e video: tra le più famose si ricordano il tipo D-subminiature, la game port le IEEE 488, IEEE 1394, Video Graphics Array, Digital Visual Interface e DisplayPort; successivamente l'evoluzione tecnologica e ha portato alla diffusione uniforme di standard principali, come l'USB e l'HDMI.

## Tipi di trasmissione
I tipi di trasmissione dei dati che esse sono in grado di veicolare possono essere raggruppate un due grandi categorie:
- trasmissione seriale: è una modalità di comunicazione tra dispositivi digitali nella quale i bit sono trasferiti lungo un canale di comunicazione uno di seguito all'altro e giungono sequenzialmente al ricevente nello stesso ordine in cui li ha trasmessi il mittente.

- trasmissione parallela: indica la trasmissione di dati in cui tutti i bit sono trasferiti contemporaneamente lungo canali separati di un mezzo di comunicazione.